# Refszkentla
Refszkentla – lina spełniająca analogiczną funkcję jak szkentla – napina dolny lik zarefowanego żagla w kierunku noku bomu (róg szotowy żagla). 
Analogicznie linka o nazwie hals, mocująca róg halsowy żagla do pięty bomu (czasem także równocześnie do masztu) nosi nazwę refhals, jeśli napinany jest żagiel zrefowany. Podczas refowania żagla należy najpierw zawiązać refhals, a potem naprężyć refszkentlę.